# 千葉機関区
千葉機関区（ちばきかんく）は、以下の2つが存在する。

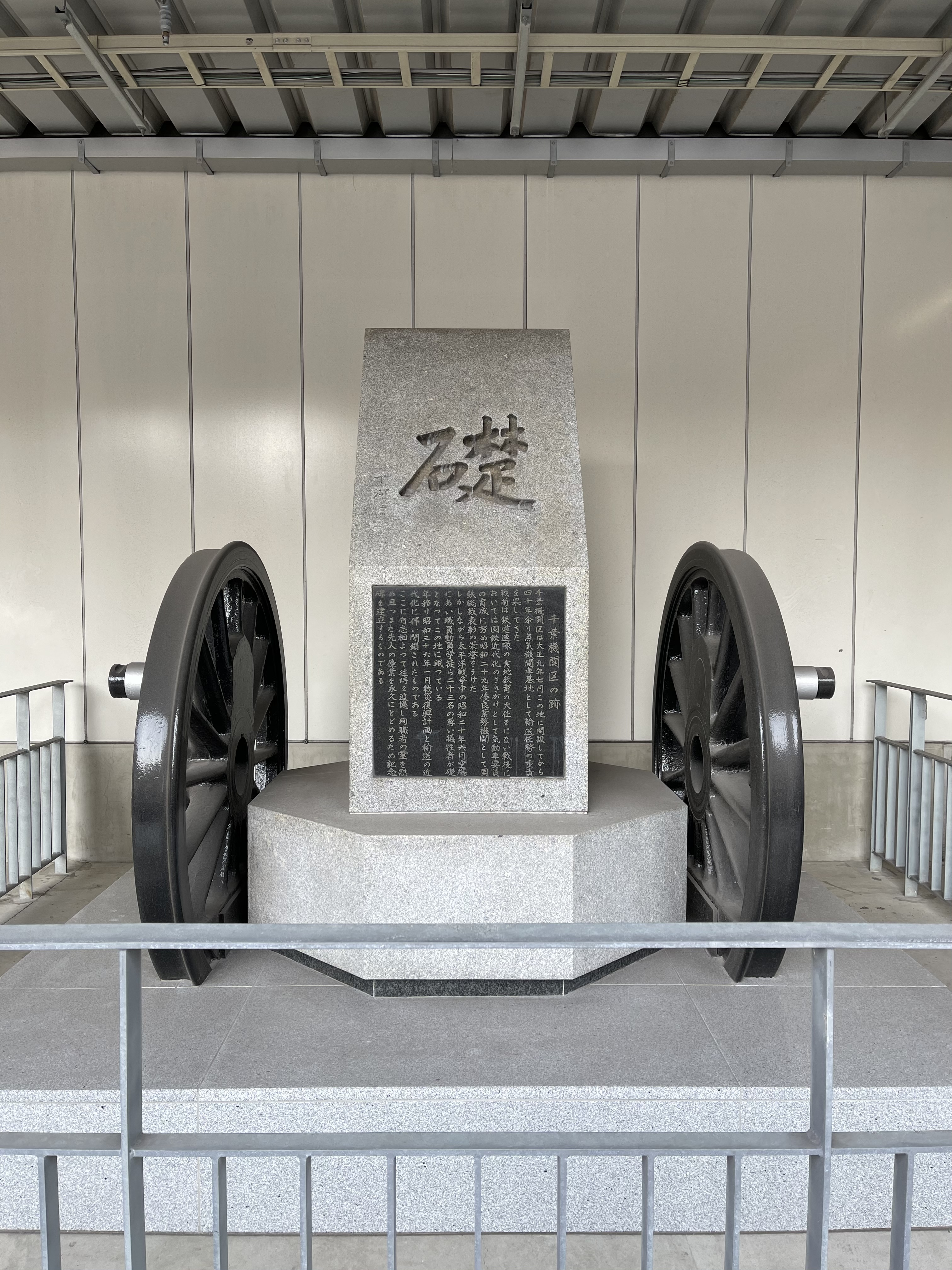
千葉機関区の跡（千葉駅）

- 初代：千葉県千葉市、現在の千葉駅付近に存在した日本国有鉄道の車両基地。戦後復興期の1951年（昭和26年）に場所を移動し、再開発の一環として1961年（昭和36年）1月頃に廃止。千葉駅南口付近に、「千葉機関区跡」の石碑が存在する[1]。
- 2代目：千葉県千葉市中央区（蘇我駅構内）にある日本貨物鉄道（JR貨物）関東支社の車両基地。

本稿では主に2代目について述べる。

## 概要

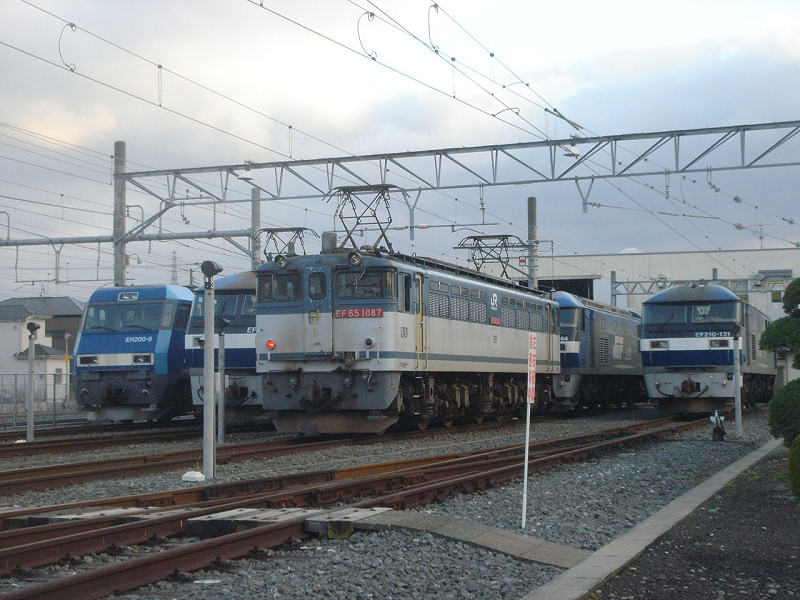
構内

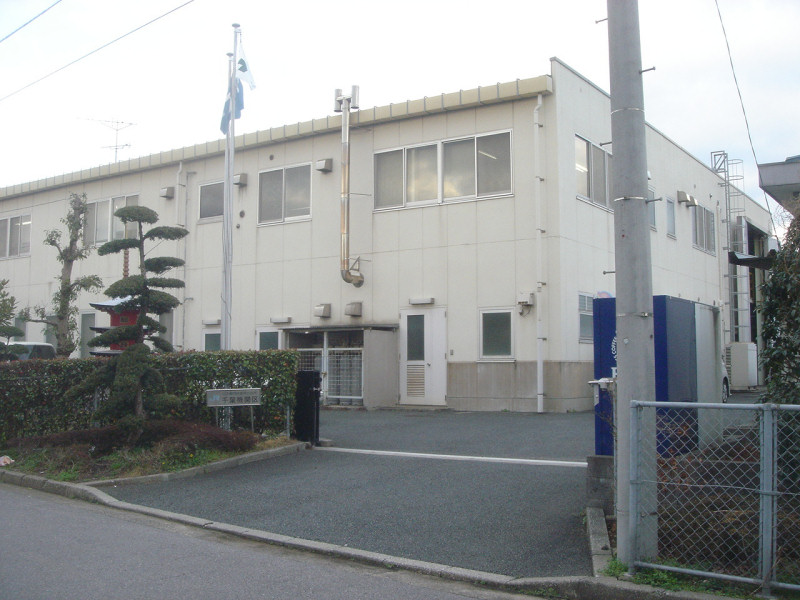
正門

総武本線・外房線方面の貨物列車運行拠点・機関車検修拠点として機能していた新小岩機関区（乗務員のみ配置。後述）・佐倉機関区（機関車と乗務員を配置）が1997年（平成9年）3月21日付で移転・統合されて発足し、2003年（平成15年）まで車両も配置されていた。現在は運転士業務（蘇我駅 - 大宮駅・新鶴見信号場間及び関連線区の乗務）と機関車の仕業検査を行う。
貨車の検修基地機能はない。千葉県内の貨物取扱駅で検査周期到来として把握された貨車等の交番検査は、京葉臨海鉄道が同社千葉貨物駅構内の貨車検修施設で行う。
また、新小岩信号場駅に新小岩派出を置いていた。
2000年（平成12年）までは非電化区間である越中島支線も担当していた。

## 配置車両に表示された略号
機関車：「千」…千葉の「千」から構成される。

## 配置車両
運用区間の一部に非電化区間があったため、基本的にディーゼル機関車のみ配置されていた（類似のケースに関西本線がある）。2001年（平成13年）10月1日時点の配置車両を示す。
- DD51形ディーゼル機関車
  - 800番台・1800番台5両（874,1801-1804）、1000番台1両(1031)の6両が配置されていた。800番台の5両はスノープラウが付いていた。
  - 運用は総武本線・鹿島線方面であり、通常は新小岩派出に駐在して運用され[2]、給油や検査時の蘇我駅との移動は単機または貨物列車の次位無動力回送によった[8]。
  - 給油・検修業務は京葉臨海鉄道に委託されており、実際の作業は全て同社村田機関区（千葉貨物駅構内）へ機関車を回送（京葉臨海鉄道の機関車牽引による無動力回送）して実施されていた[8]。
  - 総武本線・鹿島線の関係貨物線の電化が完了し、貨物列車が電気機関車によるスルー牽引に変更されたため、その役目を終えた[9]。
  - 上記以降、1031を除き4両は転属、1両は廃車となった[注 1][10]。

## 歴史
- 1894年（明治27年）7月20日：総武鉄道の千葉駅構内に本所機関庫千葉駐泊所を開設。
- 1896年（明治29年）1月　 ：本所機関庫千葉分庫に改組。
- 1920年（大正9年） 7月1日：官設鉄道千葉機関庫（初代）に昇格。
- 1936年（昭和11年）9月1日：千葉機関区に改称。
- 1961年（昭和36年）2月 　：日本国有鉄道千葉機関区（初代）廃止。（機関区跡地を千葉駅構内配線改良と駅舎移転のための敷地として提供、機関区機能は新小岩機関区（後述）と佐倉機関区に分散移管）
- 1997年（平成9年） 3月21日：日本貨物鉄道（JR貨物）が、新小岩機関区と佐倉機関区を移転・統合して千葉機関区とし[2][3]、初代とは全く別の場所（最寄駅蘇我）に開設（二代目）。
- 2001年（平成13年）10月1日：鹿島方面への貨物列車が電気機関車によるスルー牽引へ変更された[9]。
- 2003年（平成15年）3月31日：車両配置がなくなる[注 2][11]。

## 新小岩派出（旧新小岩機関区）
総武本線方面の貨物列車運行は、新金線を介して他線区と接続する新小岩操車場が拠点となっていたことから、同操車場に隣接して新小岩機関区が設置されていた。同機関区の移転後も、一部の運転関係業務等を引き続き新小岩地区で実施する必要があり、新小岩信号場駅構内東側に一部機能が縮小移転して残され、千葉機関区新小岩派出となっていた。
新小岩機関区は、1894年（明治27年）に現在の錦糸町駅に開設された総武鉄道本所機関庫を前身とし、関東大震災後の1929年（昭和4年）に新小岩操車場に移転した。貨物列車運行拠点として新小岩機関区は大きな機能を有し、無煙化以前は総武本線貨物列車牽引の主力のD51形蒸気機関車も配置され、新小岩操車場に発着する房総各線の貨物列車牽引に運用（但し軸重・横圧制限のため蘇我以西の区間に限定）されていた。千葉県下の東京湾岸に臨海工業地域が形成される時期には貨物需要も多く、1967年（昭和42年）の時点でD51形蒸気機関車は12両が配置されていたほか、入換・区間列車用のC58形蒸気機関車も7両が配置されていた。
貨物列車の電化・無煙化以降、千葉鉄道管理局管内には電気機関車の配置はなく、ディーゼル機関車の配置も佐倉機関区に集約されたが、以後も房総各線の電気機関車・ディーゼル機関車は、ローカル運用を除き新小岩機関区を拠点として運用された。電気機関車には、新金線経由の貨物列車を牽引して送り込まれて来るもののほか他区から貨物列車の次位無動力回送で新小岩機関区に送り込まれて運用に入るものもあり、ディーゼル機関車も、運用機の交換等で佐倉機関区に帰区する他は新小岩機関区に駐在して運用された。新小岩機関区はこれらの運行拠点として乗務員や検修員が配置され、運転業務や機関車の仕業検査等を行った。
1986年（昭和61年）には新小岩貨車区を統合しており、貨車の交番検査も行った。
新小岩地区の再開発に伴い、新小岩操車場は縮小されることとなったため、併設されていた機関区・車両所も移転が必要となり、機関区については1997年（平成9年）3月21日付で佐倉機関区と機能を統合し、蘇我駅構内に移転（新小岩機関区蘇我派出を拡張）して、現在の組織体制となった。
なお、隣接して設置されていた新小岩車両所は、1997年（平成9年）8月25日付で 川崎貨物駅構内へ移転し、川崎車両所となっている。
2011年（平成23年）3月12日ダイヤ改正に合わせて廃止された。